# Малоя (перевал)

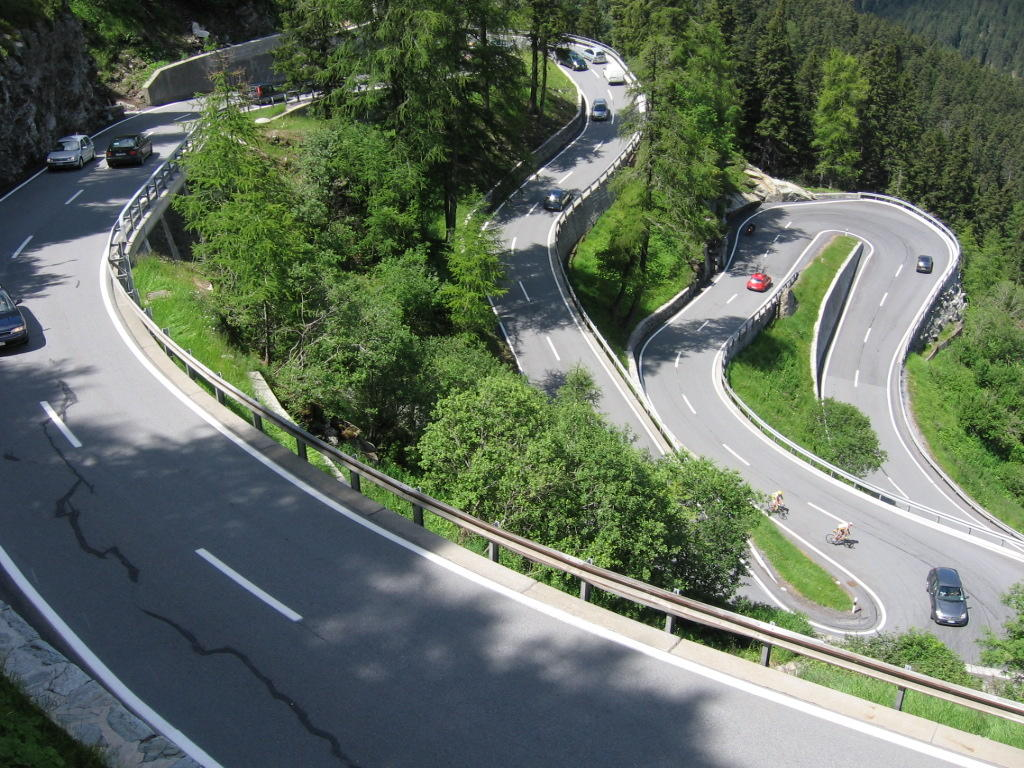
Серпантин дороги через перевал Малоя

Мало́я или Мало́япасс (нем. Malojapass, романш. Pass da Malögia, итал. Passo del Maloja) — высокогорный перевал в Альпах, кантон Граубюнден, Швейцария. Его высота — 1 815 метров над уровнем моря. Он соединяет долины Брегалья и Энгадин.
Перевал Малоя лежит на водоразделе бассейнов рек Дунай и По.
Через перевал Малоя проходит автомобильная дорога. Непосредственно у перевала со стороны Энгадина расположена одноимённая деревня.